# Bentley 6½ L
La Bentley 6½ L è un'autovettura costruita dalla casa automobilistica inglese Bentley dal 1926 al 1930.

## Meccanica
Desiderando una maggiore potenza Walter Owen Bentley aggiunse due cilindri al motore 4 cilindri in linea usato sul modello Bentley 4½ L, creando così il modello Bentley 6½ L nel 1926. In questo modo, si ottenne una potenza tra i 180 e i 200 cv. Per la sua realizzazione ci si ispirò alla Rolls-Royce Phantom I. L'impianto frenante era costituito da quattro freni a tamburo. Tali freni erano gestiti da un sistema di regolazione utilizzabile dal pilota anche con il veicolo in marcia. Il blocco motore era del tipo monoblocco realizzato in ghisa e ferro.

## Attività sportiva

### Bentley Speed Six

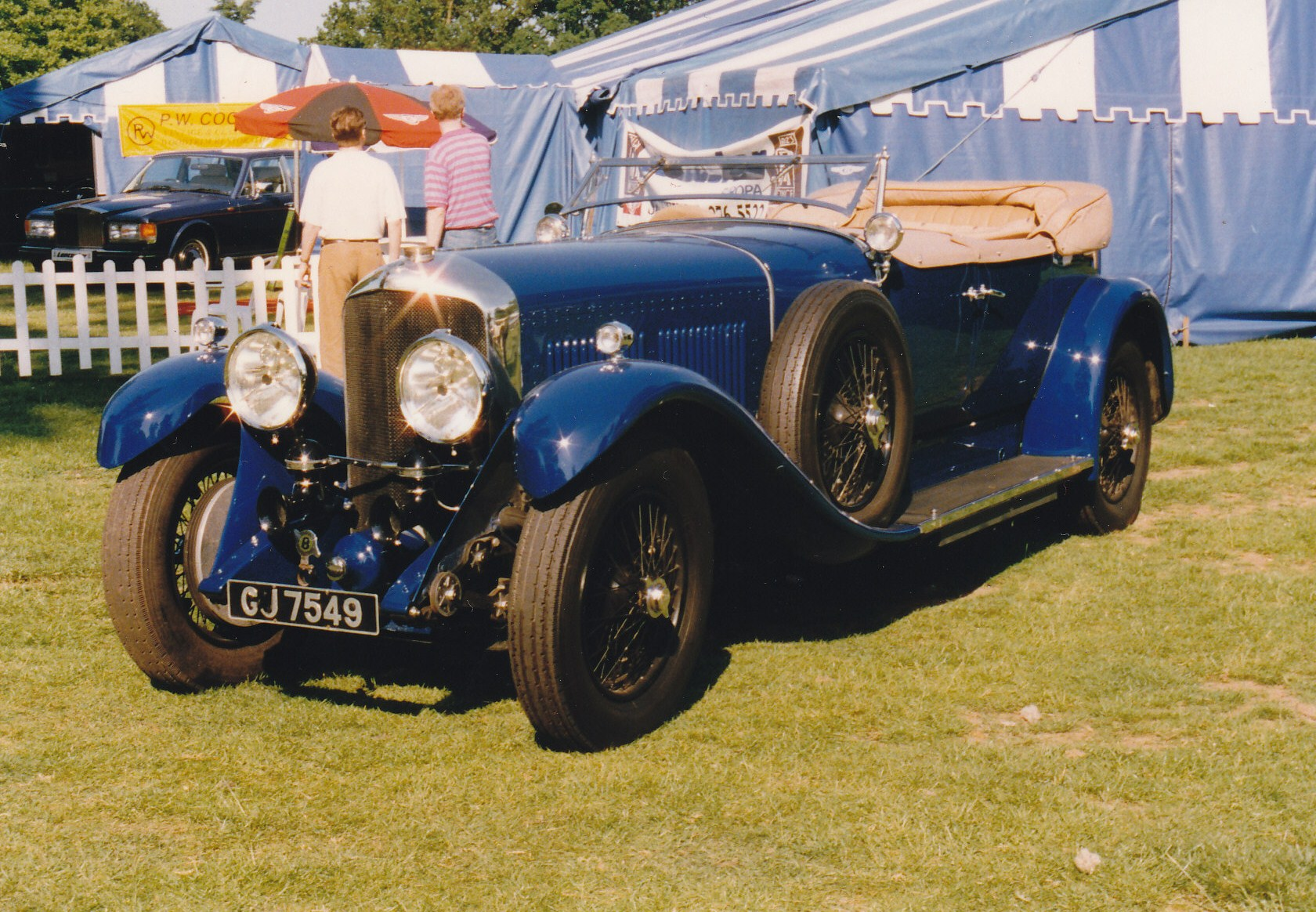
Una Bentley Speed Six

Nel 1928, utilizzando come base la 6½ L, la Bentley realizzò una vettura sportiva denominata Speed Six. Il suo innovativo propulsore in alluminio aveva una potenza di 200 CV e una trasmissione a sei marce. Il suo esordio si ebbe in una gara di durata che si svolgeva sul circuito britannico di Brooklands. La Speed Six, denominata Old No. 1, si ritirò dopo un'ora di gara. Andò meglio alla 24 Ore di Le Mans del 1929, dove l'equipaggio formato dai piloti Woolf Barnato e Tim Birkin portò la vettura alla vittoria. Barnato doppiò poi la vittoria anche l'anno seguente, stavolta in coppia con Glen Kidston a bordo di una nuova Speed Six, denominata Old No.2. Alle sue spalle giunse la coppia Sammy Davis-Clive Dunfee a bordo della vettura gemella Old No.3.

## Versioni speciali

### Bentley Speed Six Blue Train Special

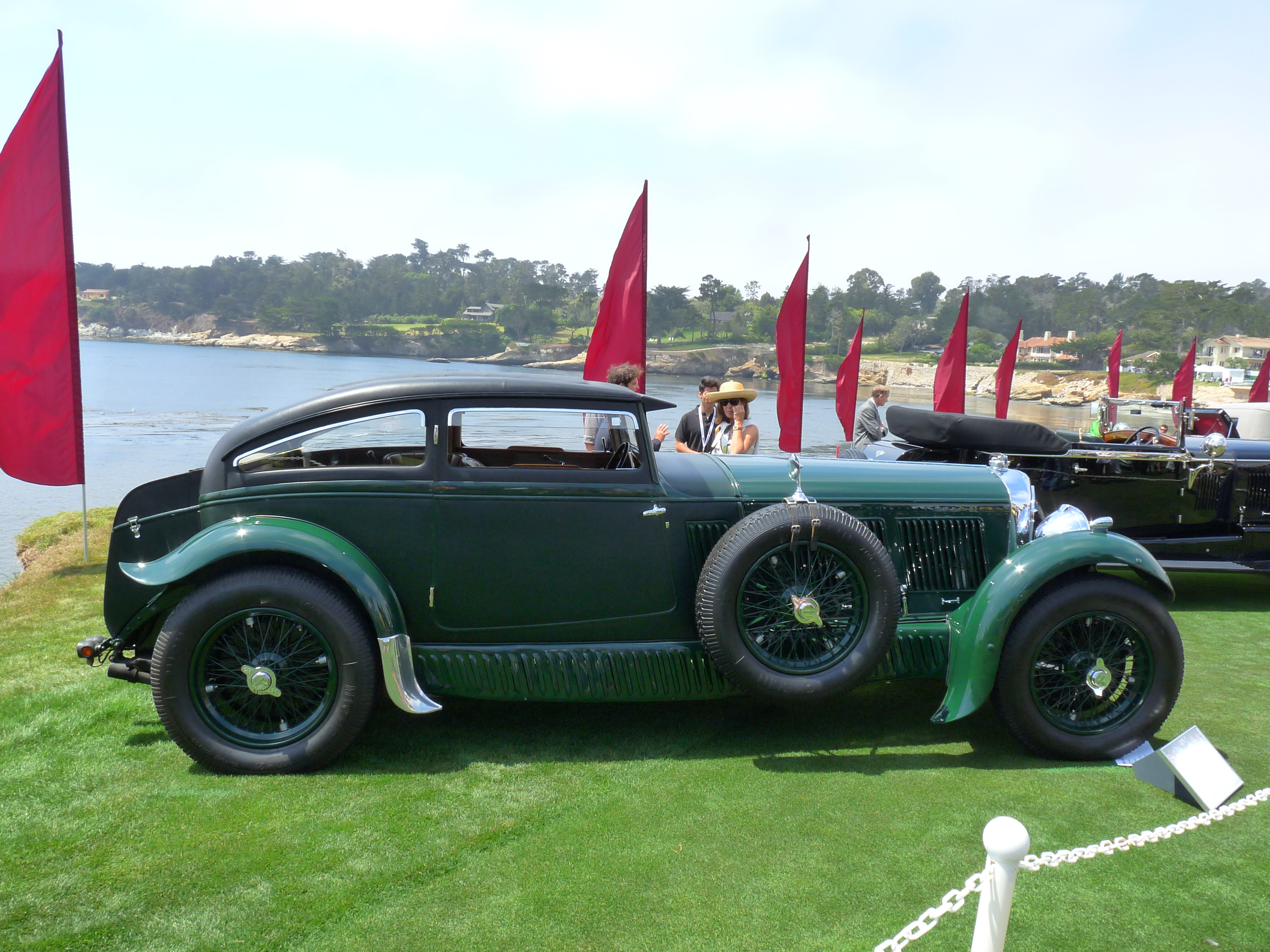
Una Bentley Speed Six Blue Train Special

Basandosi su una Speed Six omologata per la percorrenza stradale, il pilota Woolf Barnato si fece realizzare una versione speciale dall'ingegner Gurney Nutting denominata Blue Train Special. Il nome deriva dal fatto che Woolf si vantò ad una festa che la sua Speed Six era molto più veloce del blue train che metteva in comunicazione Cannes con Calais. Riuscì a dimostrare ciò battendo effettivamente il treno e per commemorare questa sua vittoria denomino la sua nuova Bentley Blue Train Special. Questa vettura poteva ospitare tre persone, due nella parte anteriore e una in quella posteriore seduta su un sedile posto lateralmente a causa del tetto troppo basso. Tra gli equipaggiamenti di bordo svettava un mobile bar.